# NTN5
Netrina-5 (NTN-5) es una proteína codificada, en humanos, por el gen NTN5. Esta proteína se incluye dentro de la familia de proteínas secretadas relacionadas con la laminina. 

## Funciones
Las funciones desempeñadas por NTN-5 no están del todo esclarecidas. No obstante, se cree que:
- Juega un rol importante en la neurogénesis al controlar el desarrollo de dendritas y actuar como guía para los axones.[2]
- Regula la migración celular en el cerebro durante el desarrollo embrionario.[3][4]

## Implicaciones patológicas
Nuevos estudios de GWAS han asociado las variaciones genéticas en NTN5 con el desarrollo de Alzheimer esporádico o de inicio tardío (LOAD).
Teniendo en cuenta el papel de NTN5 en la migración celular es muy posible que esta proteína tenga un papel importante en la carcinogénesis humana, aunque actualmente no se ha identificado ningún tipo tumoral con alteraciones en NTN5.